# La Chapelle-d'Andelot
La Chapelle-d'Andelot, ou simplement La Chapelle, est un village dépendant de la commune de Vensat, dans le Puy-de-Dôme. Ancienne paroisse et commune, La Chapelle-d'Andelot a été réunie à Vensat en 1799.

## Géographie
Le village est situé à la limite des départements du Puy-de-Dôme et de l'Allier, sur la D22 entre Saint-Priest-d'Andelot (Allier) et Saint-Agoulin (Puy-de-Dôme). L'Andelot traverse du sud au nord le vaste étang qui se trouve en face du château et de la chapelle, de l'autre côté de la route départementale.
Le village se trouve à 450 m sur le plateau qui domine la Limagne et qui s'élève ensuite doucement vers l'ouest.

## Toponymie
Le village doit son nom à la présence d'une imposante chapelle romane et au ruisseau l'Andelot qui le traverse.

## Histoire
En 1579, la paroisse possédait 22 feux. À l'église était associé un prieuré ; la nomination du prieur appartenait à l'abbé de La Chaise-Dieu, tandis que le prieur nommait le curé.
La famille d'Alexandre de Rouzat est seigneur du lieu du XVIe au début du XVIIIe siècle. La seigneurie est rachetée par la famille Ribauld, de Gannat.
Sous l'Ancien Régime, la paroisse dépendait de l'élection et de la châtellenie de Gannat, ainsi que de l'archiprêtré de Limagne à Gannat (diocèse de Clermont).
Par la loi du 8 ventôse an VII (26 février 1799), les communes de Saint-Jean de Vensat, de Saint-Julien de Vensat et de la Chapelle d'Andelot sont réunies en une seule commune sous le nom de Vensat ; le chef-lieu est fixé à Saint-Julien de Vensat, qui correspond à la partie orientale de l'actuel bourg de Vensat.
L'église est désaffectée à la Révolution et transformée en grange. Mais elle est remise en état et rendue au culte en 1854. En 1935, la chapelle, le château et les dépendances appartiennent à Robert Plazenet.

## Lieux et monuments
- Chapelle romane, consacrée à Notre-Dame, ancienne église paroissiale. D'abord oratoire, la chapelle devient un petit prieuré agricole dépendant de l'abbaye de La Chaise-Dieu. Sa construction peut être située dans le deuxième tiers du XIIe siècle. Elle a conservé tout son caractère roman, et se distingue par un chevet comme tréflé par deux absides aux côtés de la croisée du transept. Vendue à la Révolution, elle est attachée depuis au manoir voisin. Elle fut remeublée et repeinte au début du XIXe siècle. Classé Monument historique en 1925, l'édifice fut l'objet de deux campagnes de restauration en 1926 et 1933. Il s'agit des principaux travaux effectués après sa construction.
- Château de La Chapelle-d'Andelot.

## Personnalités liées au village
- Jacques Ribauld de La Chapelle (1704-1780), écuyer, seigneur de La Chapelle, fils d'un conseiller-secrétaire du roi, lui-même avocat en parlement, écrivain et érudit. Il repose dans la chapelle[4], ainsi que son frère Jean Baptiste (1706-1777), qui était prieur commendataire de la Chapelle d'Andelot[5].